# Седляр, Василий Теофанович

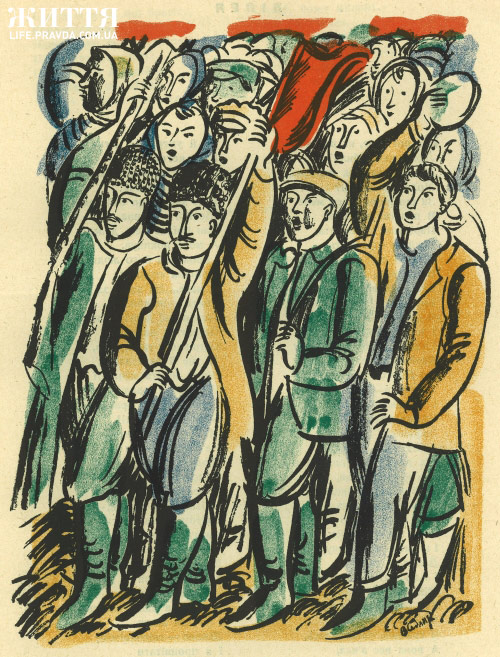
Иллюстрация худ. Василия Седляра к «Кобзарю» Тараса Шевченко. 1931—1933

Василий Теофанович Седляр (укр. Василь Теофанович Седляр; 12 апреля (26 апреля) 1899, с. Христевка Миргородский уезд, Полтавской губернии — 13 июля 1937, Киев) — украинский художник-монументалист, график и иллюстратор. Представитель расстрелянного возрождения.

## Биография
Окончил Киевскую художественную школу в 1919 году, и был сразу зачислен в Украинскую Академию художеств в Киеве в мастерскую монументального искусства под руководством профессора М. Бойчука. Впоследствии стал одним из его ближайших сподвижников.
После окончания академии в 1922 году был назначен руководителем Межигорского художественно-керамического техникума. Преподавал там же. В 1930—1936 — преподаватель Киевского художественного института.
Член Ассоциации революционного искусства Украины.
С ноября 1926 г. по май 1927 года — вместе с Михаилом Бойчуком и его учеником Иваном Падалкой (1894—1937) посетил Германию, Францию и Италию. Это путешествие стало официальной причиной последующего ареста художника, якобы по подозрению в участии «в украинской националистической фашистской контрреволюционной группе» . 26 ноября 1936 г. проживающий в Харькове в доме «Слово» В. Седляр был арестован. Для допросов его перевезли из Харькова в Киев в тюрьму ГПУ-НКВД. Уже в декабре в ходе следствия под пытками, сознался, что является «активным участником национал-фашистской террористической организации»…
Следователи НКВД также пытались приобщить к т. н. «Делу бойчукистов», и украинских писателей. Так в допросах арестованных неоднократно назывались фамилии А. Копыленко, П. Панча, Г. Эпика, которые дружили с Седляром и Падалкой, а М. Бажан и М. Рыльский прямо назывались националистическими писателями, с которыми поддерживал связь Седляр.
13 июля 1937 года в Киеве состоялось закрытое судебное заседание Военной Коллегии Верховного Суда СССР, которое приговорило В. Седляра к смертной казни. В тот же день художника расстреляли вместе с М. Бойчуком, И. Падалкой и другими обвиняемыми.

## Творчество
В. Седляр работал в жанре монументальной и станковой живописи, книжной графики, декоративно-прикладного искусства. Участвовал в создании фресок в Межигорском Художественно-керамическом техникуме (1924), Краснозаводском театре в Харькове (1933—1935) и др. Все росписи и картины художника после ареста были уничтожены. Сохранилось лишь несколько полотен Седляра:
- «В школе ликбеза» (темпера; 1929),
- «Портрет Оксаны Павленко» (1926—1927),
- «На току»,
- «Расстрел» (1927),
- несколько эскизов.

Графика Седляра тушью сродни керамическим росписям (иллюстрации к «Кобзарю» Т. Шевченко вместе с В. Вайсблатом (1931—1933). Седляр работал и с керамикой: фаянс, майолика (1924—1929), создавал картоны для тематических ковров (1936). Автор иллюстраций к книгам В. Маяковского, Г. Шкурупия, И. Франко, А. Головко и др.
В. Седляр также автор статей на художественные темы в журналах «Новое искусство», «Критика», «Авангард», изд. АХРР и АРМУ в 1926—1930.
В 2009 году киевские издательства «Дух и Литера» и «Оранта» выпустили издание «Кобзаря» Т. Шевченко со всеми (в том числе, с 18 цветными) иллюстрациями Василия Седляра.
В 2019 году по инициативе  Артура Рудзицкого ГППС «Укрпошта» випустила юбелейный конверт «Василь Седляр».
В 2019 году вышла монография Артура Рудзицкого "Ілюстратор "Кобзаря" Василь Седляр та його доба" (Киев, издательство "Мистецтво").
В 2020 вышло новое издание "Кобзаря" Т.Шевченко со всеми иллюстрациями Василя Седляра (подговлено Артуром Рудзицким).